# Ретје над Трбовљами
Ретје над Трбовљами (словен. Retje nad Trbovljami) је насељено место у општини Трбовље, Засавска регија, Словенија.

## Историја
До територијалне реорганизације у Словенији били су у саставу старе општине Трбовље. Као самостално насеље Ретје над Трбовљами постоји од 2013. године. Настао је спајањем насеља Прапретно при Храстнику, које је укинуто, и дела насеља Трбовље.

## Становништво
У попису становништва из 2011. године, Ретје над Трбовљами су били део насеља Прапретно при Храстнику и Трбовље, те нема података о броју становника. 2018. године, у насељу је живео 41 становник.